# Salirofilia
La salirofilia è una forma di feticismo sessuale nonché di parafilia in cui l'eccitazione sessuale e il raggiungimento dell'orgasmo, o la facilitazione ad esso, sono dipendenti o comunque contingenti dal fatto di sporcare o sciupare l'oggetto del proprio desiderio, di solito una persona verso cui si prova attrazione. Ciò può includere l'inzuppamento o il danneggiamento dei loro vestiti, il loro imbrattamento con fango o sporcizia e la messa in disordine del loro trucco o della loro capigliatura. Il piacere non proviene, in questo caso, dal ferimento del partner, ma riguarda solo il suo aspetto, tuttavia, anche a causa dei pochi dati empirici noti alla scienza, non è noto se esistano casi in cui il comportamento salirofilico (riguardante ad esempio solo i vestiti del partner) sia del tutto distinto dal comportamento volto all'umiliazione del partner e dal piacere da ciò derivante.
Oltre a ciò la salirofilia, il cui nome deriva dalla parola francese "salir", che significa "sporco", si estende anche ad altre aree come costringere il partner a indossare indumenti strappati o mal aderenti o a compiere altre azioni che normalmente lo renderebbero poco attraente.
Si tratta di una parafilia connessa ad altri feticismi, come il feticismo wet and messy, che consiste nel provare piacere nel vedere una o più persone, nude o vestite, nell'atto di sporcarsi o essere sporcate con sostanze di varia natura, ad alcune specifiche pratiche sessuali, come il bukkake, in cui il soggetto eiacula sul proprio oggetto di piacere, il gokkun, il cui il soggetto prova piacere nel vedere il suo oggetto di piacere bere il suo seme, l'omorashi, in cui il soggetto prova piacere nel vedere l'oggetto del proprio piacere urinarsi addosso, e ad altre parafilie, di cui spesso soffre contemporaneamente lo stesso salirofilo, come l'urolagnia, la coprofilia e altre ancora. Certamente però la parafilia che più le si associa è la misofilia, in cui il piacere sessuale è ottenuto tramite l'interazione con rifiuti o con la sporcizia e che, più in generale, consiste nell'eccitarsi sessualmente verso una persona o un qualcosa che è sporco.
La salirofilia, che prende il nome di "saliromania" nel caso in cui abbia un carattere ossessivo, a volte si manifesta nel deturpamento di statue o immagini di persone generalmente ritenute attraenti, in particolare celebrità o personaggi immaginari. Una delle pratiche svolte in questo senso è il cosiddetto "facepainting", in cui il soggetto eiacula su un'immagine dell'oggetto, sia essa ritratta in fotografia fisica o sullo schermo di un telefono, di un tablet e via dicendo. I salirofili trovano tutto ciò sessualmente eccitante, non considerandolo quindi un semplice vandalismo e talvolta arrivano ad avere delle vere e proprie collezioni di immagini deturpate, da essi stessi o in collaborazione con altri soggetti, con cui eccitarsi. Spesso essi chiamano colloquialmente "tributo" un video che ritrae l'eiaculazione sulla fotografia di qualcuno o anche la fotografia stessa.

## Cause
Al 2021 non sono state effettuate ricerche cliniche o accademiche riguardo alla salirofilia volte a comprendere quali possano essere state le condizioni che hanno portato a un suo sviluppo, tuttavia, poiché talvolta il comportamento dei salirofili, che sono esclusivamente maschi, è quello di sporcare o imbrattare le sopraccitate immagini o la cute del partner con bombolette spray o pennelli, non è da escludere che ciò sia correlato a un'ipolibido o a un'impotenza del salirofilo, che eiaculerebbe quindi mediante il pennello o la bomboletta (noti come simboli penieni), conferendo quindi al muro o alla superficie imbrattata la natura di simbolo della regione vulvare.